# Liberal (Oregon)
Liberal az Amerikai Egyesült Államok Oregon államának Clackamas megyéjében, az Oregon Route 213 mentén elhelyezkedő önkormányzat nélküli település.

## Története
Harrison Wright, William Russell, W. D. Woodcock, James Barnard és Francis Jackson az 1840-es években telepedtek le itt. A 19. században német és svájci családok érkeztek. A település nevét állítólag a helyi bolt liberális hitelezéséről kapta.
Az evangélikus templomot 1900-ban alapították.

## Gazdaság
A legnagyobb foglalkoztatók az RSG Forest Products fűrésztelepe, a Dunton farmot fenntartó Victory Seed Company, valamint a Satrum-Dybvad Milling takarmánygyár.

## Fordítás
- Ez a szócikk részben vagy egészben  a   Liberal, Oregon című angol Wikipédia-szócikk ezen változatának fordításán alapul.  Az eredeti cikk szerkesztőit annak laptörténete sorolja fel. Ez a jelzés csupán a megfogalmazás eredetét és a szerzői jogokat jelzi, nem szolgál a cikkben szereplő információk forrásmegjelöléseként.